# Tom Arrigan
Thomas Arrigan, detto Tom (Waterford, 28 gennaio 1906 – Waterford, 4 aprile 1974), è stato un calciatore irlandese, di ruolo difensore.
Esordisce il 7 novembre del 1937 contro la Norvegia (3-3).